# CONCACAF Cup Winners’ Cup
Der CONCACAF Cup Winners’ Cup war ein von der CONCACAF organisierter Fußball-Vereinswettbewerb für die Landespokalsieger der Mitgliedsverbände. Zwischen 1991 und 1998 wurden insgesamt sieben Auflagen gespielt, von denen allerdings nur vier beendet wurden. Der Wettbewerb litt unter der Tatsache, dass einige Verbände keinen nationalen Pokalwettbewerb ausspielten und das Interesse bei den teilnehmenden Mannschaften äußerst gering war. Die Austragungen der Jahre 1996, 1997 und 1998 wurden nicht zu Ende gespielt.

## Die Endspiele und Sieger
| Jahr | Sieger            | Ergebnis          | Finalist            |
| ---- | ----------------- | ----------------- | ------------------- |
| 1991 | Atlético Marte    | Ligasystem        | CSD Comunicaciones  |
| 1992 | nicht ausgetragen | nicht ausgetragen | nicht ausgetragen   |
| 1993 | CF Monterrey      | Ligasystem        | Real España         |
| 1994 | Club Necaxa       | 3:0 (2:0)         | Aurora FC           |
| 1995 | Tecos de la UAG   | 2:1 (1:1)         | CD Luis Ángel Firpo |
| 1996 | abgebrochen       | abgebrochen       | abgebrochen         |
| 1997 | abgebrochen       | abgebrochen       | abgebrochen         |
| 1998 | abgebrochen       | abgebrochen       | abgebrochen         |